# Olympische Sommerspiele 2004/Teilnehmer (Kasachstan)
| Gelbes Symbol für Goldmedaillen mit stilisierten Olympischen Ringen | Graues Symbol für Silbermedaillen mit stilisierten Olympischen Ringen | Braundes Symbol für Bronzemedaillen mit stilisierten Olympischen Ringen |
| ------------------------------------------------------------------- | --------------------------------------------------------------------- | ----------------------------------------------------------------------- |
| 1                                                                   | 4                                                                     | 3                                                                       |

Kasachstan nahm an den Olympischen Sommerspielen 2004 in Athen mit einer Delegation von 114 Athleten (71 Männer und 43 Frauen) an 95 Wettkämpfen in 17 Sportarten teil. Fahnenträger bei der Eröffnungsfeier war der Judoka Asqat Schitkejew.

## Teilnehmer nach Sportarten

### Bogenschießen
| Männer - Stanislaw Sabrodski Einzel: 18. Platz | Frauen - Wiktoria Belosliudsewa Einzel: 23. Platz - Olga Filipowa Einzel: 57. Platz |

### Boxen
Männer
- Baqtijar Artajew
Weltergewicht: Gold
- Muchtarchan Dildäbekow
Superschwergewicht: Viertelfinale
- Galib Dschafarow
Federgewicht: Viertelfinale
- Gennadi Golowkin
Mittelgewicht: Silber
- Nurschan Karimschanow
Halbweltergewicht: Viertelfinale
- Mirschan Rachimschanow
Fliegengewicht: 2. Runde
- Beibit Schümenow
Halbschwergewicht: 2. Runde
- Serik Jeleuow
Leichtgewicht: Bronze

### Gewichtheben
| Männer - Baqyt Achmetow Mittelschwergewicht: 7. Platz - Sergei Filimonow Mittelgewicht: Silber | Frauen - Tatjana Chromowa Schwergewicht: 6. Platz |

### Judo
| Männer - Basarbek Donbay Ultraleichtgewicht: Viertelfinale - Jeldos Ichsangalijew Schwergewicht: Viertelfinale - Muratbet Kipschakbajew Halbleichtgewicht: Halbfinale - Sagdat Sadykow Leichtgewicht: 1. Runde - Asqat Schitkejew Halbschwergewicht: 7. Platz | Frauen - Scholpan Kalijewa Halbleichtgewicht: Viertelfinale - Warwara Masjagina Halbleichtgewicht: 1. Runde - Tatjana Schischkina Ultraleichtgewicht: Viertelfinale |

### Kanu
| Männer - Kajsar Nurmaganbetow Canadier-Einer, 500 Meter: Hoffnungslauf Canadier-Einer, 1000 Meter: Hoffnungslauf | Frauen - Natalija Serggejewa Kajak-Einer, 500 Meter: disqualifiziert im Vorlauf Kajak-Zweier, 500 Meter: Hoffnungslauf - Ellina Uschachowa Kajak-Zweier, 500 Meter: Hoffnungslauf |

### Leichtathletik
| Männer - Waleri Borissow 20 Kilometer Gehen: 27. Platz - Gennadi Tschernowol 100 Meter: Viertelfinale - Dmitri Karpow Zehnkampf: Bronze - Michail Kolganow 800 Meter: Vorläufe - Sergei Korepanow 50 Kilometer Gehen: 20. Platz - Rustam Kuwatow 50 Kilometer Gehen: 37. Platz - Jewgeni Meleschenko 400 Meter Hürden: Halbfinale - Roman Walijew Dreisprung: kein gültiger Versuch in der Qualifikation - Grigori Jegorow Stabhochsprung: kein gültiger Versuch in der Qualifikation | Frauen - Marina Aitowa Hochsprung: 31. Platz in der Qualifikation - Tatjana Botscharowa Dreisprung: 25. Platz in der Qualifikation - Swetlana Bodrizkaja 400 Meter: Vorläufe - Swetlana Kasanina Siebenkampf: DNF - Jelena Koschtschejewa Weitsprung: 11. Platz in der Qualifikation - Wiktorija Kowijrewa 100 Meter: Vorläufe - Jelena Kusnezowa 20 Kilometer Gehen: 50. Platz - Irina Naumenko Siebenkampf: 22. Platz - Tatjana Roslanowa 800 Meter: Vorläufe - Swetlana Tolstaja 20 Kilometer Gehen: 28. Platz - Natalija Torschina-Alimschanowa 400 Meter Hürden: Halbfinale - Iolanta Uljewa Kugelstoßen: 35. Platz in der Qualifikation |

### Moderner Fünfkampf
Frauen
- Lada Jienbalanowa
Einzel: 14. Platz
- Ludmila Schuminowa
Einzel: 30. Platz

### Radsport
Männer
- Maxim Iglinski
Straßenrennen: DNF
- Sergei Jakowlew
Straßenrennen: 50. Platz
- Juri Juda
4000 Meter Einerverfolgung: 14. Platz
Madison: 12. Platz
- Andrei Kaschetschkin
Straßenrennen: 67. Platz
Einzelzeitfahren: DNF
- Alexei Kolessow
Punktefahren: 15. Platz
- Andrei Misurow
Straßenrennen: 70. Platz
- Ilja Tschernyschow
Madison: 12. Platz
- Alexander Winokurow
Straßenrennen: 32. Platz
Einzelzeitfahren: 5. Platz

### Rhythmische Sportgymnastik
Frauen
- Älija Schüssipowa
Einzel: 4. Platz

### Ringen
Männer
- Islam Bairamukow
Schwergewicht, Freistil: 10. Platz
- Danil Chalimow
Weltergewicht, griechisch-römisch: 5. Platz
- Nurlan Koischaiganow
Federgewicht, griechisch-römisch: 6. Platz
- Magomed Kuruglijew
Halbschwergewicht, Freistil: 18. Platz
- Gennadi Lalijew
Weltergewicht, Freistil: Silber
- Asset Mambetow
Schwergewicht, griechisch-römisch: 21. Platz
- Mchitar Manukjan
Leichtgewicht, griechisch-römisch: Bronze
- Marid Mutalimow
Superschwergewicht, Freistil: 4. Platz
- Baurschan Orasgalijew
Federgewicht, Freistil: 19. Platz
- Leonid Spiridonow
Leichtgewicht, Freistil: 4. Platz
- Nurbakyt Tengisbajew
Federgewicht, griechisch-römisch: 17. Platz
- Georgi Tsurtsumia
Superschwergewicht, griechisch-römisch: Silber

### Schießen
| Männer - Andrej Gurow Laufende Scheibe: 16. Platz - Wladimir Isatschenko Luftpistole: 23. Platz Freie Pistole: 6. Platz | Frauen - Galina Beljajewa Luftpistole: 33. Platz Sportpistole: 13. Platz - Olga Dowgun Luftgewehr: 12. Platz Kleinkaliber, Dreistellungskampf: 4. Platz |

### Schwimmen
| Männer - Vitaly Khan 200 Meter Freistil: 55. Platz - Rustam Chudijew 100 Meter Schmetterling: 41. Platz - Stanislaw Ossinski 100 Meter Rücken: 41. Platz - Wladislaw Poljakow 100 Meter Brust: 5. Platz 200 Meter Brust: 5. Platz - Jewgeni Ryschkow 200 Meter Lagen: disqualifiziert im Vorlauf - Oleg Steinikow 50 Meter Freistil: 55. Platz - Wjacheslaw Titarenko 100 Meter Freistil: 51. Platz | Frauen - Marina Muljajewa 200 Meter Lagen: 28. Platz - Anastassija Prilepa 100 Meter Rücken: 38. Platz - Julia Risik 200 Meter Freistil: 41. Platz - Jelena Skalinskaja 50 Meter Freistil: 39. Platz 100 Meter Freistil: 41. Platz |

### Synchronschwimmen
Frauen
- Älija Kärimowa & Arna Toqtaghan
Duett: 18. Platz

### Taekwondo
Männer
- Adilchan Sagindykow
Schwergewicht: 5. Platz

### Triathlon
| Männer - Dmitri Gaag Einzel: 25. Platz - Danylo Sapunow Einzel: 17. Platz | Frauen - Jekaterina Schatnaja Einzel: 41. Platz |

### Turnen
Männer
- Jernar Jerimbetow
Einzelmehrkampf: 14. Platz
Boden: 13. Platz in der Qualifikation
Pferd: 22. Platz in der Qualifikation
Barren: 8. Platz
Reck: 41. Platz in der Qualifikation
Ringe: 55. Platz in der Qualifikation
Seitpferd: 13. Platz in der Qualifikation

### Wasserball
| Männer - 11. Platz - Kader Sergei Drosdow Alexander Elke Alexander Gajdukow Sergei Gorowoi Alexander Poluchin Artemi Sewostjanow Alexander Schidlowski Alexander Schwedow Juri Smolowoi Igor Sagoruiko Iwan Saizew Jewgeni Schiljajew | Frauen - 8. Platz - Kader Assel Jakajewa Jekaterina Garijewa Marina Gritsenko Tatjana Gubina Natalija Ignatjewa Swetlana Koroljowa Natalia Krassilnikowa Larissa Michailowa Galina Ritowa Irina Tolkunowa Anna Subkowa |